# Helmscherode
Helmscherode is een dorpje in de Duitse gemeente Bad Gandersheim, deelstaat Nedersaksen, en telt ongeveer 140 inwoners.
Helmscherode ligt ongeveer 7 km ten noorden van Bad Gandersheim, aan de zuidkant van de heuvelrug Heber. Helmscherode wordt in 1382 als Helmsingrode voor het eerst in een document vermeld. In het dorp heeft een groot, in de 19e eeuw door de vanwege enkele zeer hoge officieren bekende familie Keitel bewoond, landgoed bestaan.

## Geboren
- Wilhelm Keitel (22 september 1882 – Neurenberg, 16 oktober 1946, na de processen van Neurenberg opgehangen), één van de belangrijkste Duitse militairen gedurende de Tweede Wereldoorlog
- Bodewin Keitel, (1888-1953), jongere broer van de voorgaande, in 1940-1942 generaal van de infanterie, daarna wegens gezondheidsproblemen niet meer sterk op de voorgrond tredend